# Faton Maloku
Faton Maloku (n. 11 iunie 1991) este un fotbalist albanez din Kosovo, care joacă pe postul de portar pentru clubul albanez Kukësi și pentru echipa națională de fotbal a Kosovoului.

## Cariera pe echipe
A început fotbalul în 2010 la echipa din orașul său natal, SC Gjilani, pentru care a jucat până în anul 2012. În 2012 a semnat cu Feonikeli, echipă la care a petrecut un an. În 2013 a ajuns la Hajvalia, iar în 2013 s-a întors la Gjilani pentru care a jucat în 35 de meciuri de campionat.

### Întoarcerea la Feronikeli
La 30 decembrie 2016, Maloku s-a întors la fostul său club, Feronikeli, cu care a semnat un contract pe un an și jumătate.

### Kukësi
La 5 iunie 2018, Maloku a semnat cu echipa Kukësi din Superliga Albaniei și a devenit al cincilea portar al echipei. La 16 august 2018, el a debutat cu Kukësi în a treia rundă de calificare din UEFA Europa League 2018-2019  împotriva echipei georgiene Torpedo Kutaisi, din postura de titular. În sezonul 2018-2019 a apărat în două partide de campionat, în care a luat două goluri și a jucat un meci în cupă, în care a intrat în minutul al șaptezeci și șaselea în locul lui Jetmir Basha.

## Cariera la națională
La 8 noiembrie 2017. Maloku a fost convocat la naționala Republicii Kosovo pentru meciul amical cu Letonia, meci în care a fost rezervă.